# Berta Vázquez
Birtukan Tibebe (Kiev, 28 de marzo de 1992), conocida artísticamente como Berta Vázquez, es una actriz ucraniana con nacionalidad española conocida principalmente por interpretar a Estefanía Kabila «Rizos» en la serie de televisión original de Antena 3 Vis a vis y la serie original de Netflix Bienvenidos a Edén, además de participar en la película Palmeras en la nieve junto a Mario Casas y Adriana Ugarte.

## Trayectoria
Berta Vázquez nació el 28 de marzo de 1992 en Ucrania, hija de padre etíope y madre ucraniana, pero ha crecido y vivido en la ciudad española de Elche, Alicante, desde los tres años de edad. Inició su formación artística con la danza en la escuela ilicitana de Paola Yeray, aunque finalmente las oportunidades le han llegado través de la interpretación y, en menor medida, de la música. A los dieciocho años abandona Elche para probar suerte en Madrid en alguna disciplina artística.
Sumado a otros intentos de incursión en el mundo artístico, en 2013 envía un vídeo musical al casting de la segunda edición de La voz en España, no siendo finalmente seleccionada. Un año después, consigue su primer papel cinematográfico en la película Palmeras en la nieve, basada en el superventas de Luz Gabás. Berta es elegida para interpretar a Bisila, una mujer nativa de Guinea Ecuatorial que vive una historia de amor con Kilian (interpretado por Mario Casas). Es también en 2015 cuando supera la audición por la que logra el papel que definitivamente le lanza a la fama, en la serie de televisión original de Antena 3 Vis a vis, posteriormente de Fox España. Desde entonces da vida a Estefanía Kabila «Rizos», una reclusa que cumple una condena de tres años por robo y lesiones.
En 2017 rueda la comedia romántica Las leyes de la termodinámica dirigida por Mateo Gil, donde interpreta a Elena. En ese mismo año, forma parte del elenco de la serie de Telecinco El accidente (2017-2018), en el papel de María. A lo largo de su carrera ha utilizado varios nombres artísticos, entre ellos «Cleo Brian», «Mila Russo» y actualmente, «Berta Vázquez».

## Filmografía

### Películas
| Año  | Película                            | Director                 | Personaje          |
| ---- | ----------------------------------- | ------------------------ | ------------------ |
| 2015 | Palmeras en la nieve                | Fernando González Molina | Bisila             |
| 2016 | En tu cabeza                        | Daniel Sánchez Arévalo   | Camarera           |
| 2017 | Batman: La lego película            | Chris McKay              | Harley Quinn (voz) |
| 2018 | Smallfoot                           | Karey Kirkpatrick        | Meechee (voz)      |
| 2018 | Las leyes de la termodinámica       | Mateo Gil                | Elena              |
| 2024 | Un hipster en la España vacía       | Emilio Martínez Lázaro   | Lourdes            |
| 2024 | Apocalipsis Z: El principio del fin | Carles Torrens           | Lucía              |
| 2024 | Pequeños Calvarios                  | Javier Polo              | Por determinar     |

### Series de televisión
| Año         | Serie              | Cadena                | Personaje                | Episodios    |
| ----------- | ------------------ | --------------------- | ------------------------ | ------------ |
| 2015 - 2019 | Vis a vis          | Antena 3 / Fox España | Estefanía Kabila «Rizos» | 38 episodios |
| 2016 - 2018 | Paquita Salas      | Flooxer / Netflix     | Ella misma               | 2 episodios  |
| 2017 - 2018 | El accidente       | Telecinco             | María Ndongala           | 13 episodios |
| 2022        | Bienvenidos a Edén | Netflix               | Claudia                  | 6 episodios  |

### Vídeos musicales
| Año  | Canción                   | Personaje    |
| ---- | ------------------------- | ------------ |
| 2015 | «Lady» de Carlos Jean     | Protagonista |
| 2018 | «Bien duro» de C. Tangana | Protagonista |

## Música
Aunque Berta Vázquez es más conocida como actriz y modelo, también tiene presencia en la música. En 2013, subió tres vídeos a su página de YouTube destinados a servir como audición para el programa de televisión La voz. Sin embargo, ella no fue seleccionada para aparecer en el programa.
Frecuentemente nombra a Beyoncé, Rihanna, Bruno Mars y Adele como artistas a los que admira y de los que versiona canciones. Vázquez ha aparecido en dos vídeos musicales, uno de C. Tangana en 2018 y otro para Carlos Jean en 2015.
«Beats for Berta Vázquez - The Birtukan Tibebe MixTape», es el primer y único lanzamiento musical asociado con Berta Vázquez, que se pone a disposición del público a escala mundial. El mixtape, que es una serie de listas de reproducción con un EP que lo acompaña, fue producido por Makell Bird. Makell Bird sirvió como el selector, productor y DJ de mixtape para este lanzamiento. Este mixtape también se presentó como una aplicación móvil, que ofrece una manera fácil de acceder a la música desde una sola página.

## Premios
- Premio Ondas 2015 a la mejor intérprete femenina por Vis a vis (ex aequo con el resto de actrices de la serie).
- Premio Paramount Channel 2016 a la mejor actriz revelación  por  Vis a vis.
- Premio XXIV Unión de Actores a la mejor actriz revelación por Palmeras en la nieve.